# 克伊維高地
克伊維高地是俄羅斯的高地，位於溫博澤羅湖以東的科拉半島，由摩爾曼斯克州負責管轄，全長200公里，是波諾伊河和約坎加河的分水嶺，最高點海拔高度398米。